# Badefols-sur-Dordogne
 Badefols-sur-Dordogne , en occitano Badafòu, es una población y comuna francesa, situada en la región de Aquitania, departamento de Dordoña, en el distrito de Bergerac y cantón de Le Buisson-de-Cadouin.
Se halla en la región histórica de Perigòrd.

## Demografía
| 174 | 173 | 143 | 150 | 188 | 187 |
| Para los censos de 1962 a 1999 la población legal corresponde a la población sin duplicidades (Fuente: INSEE [Consultar]) |     |     |     |     |     |